# Джалис-и муштакин
Джалис-и муштакин (перс. — «Собеседник жаждущих») — историко-биографическое сочинение на персидском языке конца XVI — начала XVII столетия. Автор — шах Мухаммад ибн Хисам ад-Дин, известный под именем Маулана Пируи.

## Описание и значение
Сочинение представляет собой жизнеописание известного суфийского шейха Ходжи Исхака, проповедника ислама среди кочевников. Написано в 1595—1600 годах по личным воспоминаниям автора, который в течение многих лет был учеником и поверенным шейха. Содержит ценные сведения о истории и быте народов Центральной Азии. Особенно важны материалы об исторических событиях, происходивших в этой местности в то время.

## Рукопись
Текст имеется в единственном рукописном списке Ло Иван А 232, который был куплен у Я. Я. Лютша, Российским Азиатским музеем (Санкт-Петербург) в 1897 году. В свою очередь, Лютц, приобрёл манускрипт когда исполнял обязанности секретаря консульства в Кашгаре. До настоящего времени рукопись не исследована и подробно не описана учёными.